# Leopoldamys edwardsi
Leopoldamys edwardsi é uma espécie de roedor da família Muridae.
Pode ser encontrada nos seguintes países: China, Índia, Indonésia, Laos, Malásia, Myanmar, Tailândia e Vietname.